# Сэдзима, Кадзуё
Кадзуё Сэдзима (яп. 妹島 和世 Сэдзима Кадзуё, род. 1956 год, Хитати) — японский архитектор.

## Жизнь и творчество
Кадзуё Сэдзима изучала архитектуру в частном женском университете Нихон Дзёси Дайгаку и окончила курс в 1981 году. С этого года она работает в бюро архитектора Тоё Ито. В 1987 году Кадзуё начинает самостоятельную деятельность и открывает бюро Kazuyo Sejima & Partner. Вместе с Рюэ Нисидзавой, бывшим первоначально одним из её служащих, Кадзуё с 1995 года возглавляет архитектурную фирму SANAA в Токио. В том же 1995 году она начинает преподавательскую деятельность в университете Нихон Дзёси Дайгаку.
Сейчас она профессор Университета Кэйо и приглашённый профессор в Японском женском университете.
Архитектурные проекты, разрабатываемые Кадзуё Сэдзимой, сочетают в себе самые современные стилевые решения и чувство свободного пространства. Среди прочих её созданий следует отметить здание Нового музея современного искусства в Нью-Йорке.
Кадзуё Сэдзима стала в 2010 году первой женщиной, руководившей проведением венецианского архитектурного биеннале.
Иностранный почётный член Американской академии искусств и литературы.
Является обладателем ряда международных наград в области архитектуры, в том числе Thomas Jefferson Foundation Medal (2019), Притцкеровской премии (2010) и Премии Рольфа Шока Шведской королевской академии искусств (2005) (всех трёх — совместно с Рюэ Нисидзавой).
Также отмечена Erna Hamburger Prize (2009).
Почётный доктор Оксфорда (2016).

## Проекты
- N-музей, Вакаяма 1997
- O-музей, Нагано 1999
- Пламгроув-хаус, Токио 2003
- Кристиан-Диор-билдинг, Минато, (Токио) 2004
- Музей современного искусства 21-го века, Канадзава
- Музей искусств Толедо, Огайо (США) 2005
- Цольферайн-кубус, Эссен 2005
- Новый музей современного искусства, Нью-Йорк
- Учебный центр «Ролекс», Лозанна 2010

- Отделение полиции города Тёфу, префектура Токио
- Цоллферайн-Кубус
- Музей современного искусства XXI века, Канадзава, 2004
- Павильон галереи «Серпентайн», Лондон, 2009